# Morti il 16 giugno
| Questa pagina contiene informazioni ricavate automaticamente dalle voci biografiche con l'ausilio del template Bio e di un bot. L'aggiornamento è periodico e automatico e ricostruisce completamente la pagina. Se manca una persona in questa lista, sei pregato di non aggiungerla, ma accertati piuttosto che la sua voce biografica contenga il template Bio e che i dati anagrafici siano correttamente compilati. Se il template Bio manca, inseriscilo tu stesso o, in alternativa, metti l'avviso {{tmp\|Bio}} che ne segnala la mancanza. Se i dati riportati sono sbagliati, correggi direttamente la voce biografica; le modifiche saranno visibili in questa lista entro pochi giorni. Per chiarimenti vedi il progetto biografie. La lista contiene solo le 483 persone che sono citate nell'enciclopedia e per le quali è stato implementato correttamente il template Bio. Pagina aggiornata al 17 ago 2025. |

## VI secolo(1)
- 551 - Aureliano di Arles, vescovo franco

## IX secolo(1)
- 839 - Rorgone I del Maine, conte

## X secolo(1)
- 956 - Ugo il Grande, duca

## XI secolo(3)
- 1013 - Fujiwara no Takatō, poeta giapponese (n. 949)
- 1017 - Giuditta di Bretagna, francese (n. 982)
- 1047 - Poppo di Treviri, arcivescovo austriaco

## XII secolo(3)
- 1106 - Benno di Meißen, vescovo cattolico e monaco cristiano tedesco (n. 1010)
- 1172 - Enrico di Capua, politico e condottiero normanno
- 1185 - Richenza di Polonia, regina

## XIII secolo(4)
- 1202 - Ademaro III d'Angoulême, conte
- 1246 - Lutgarda di Tongres, monaca cristiana fiamminga (n. 1182)
- 1247 - Manfredo da Cornazzano, politico e generale italiano
- 1265 - Doquz Khatun, principessa mongola

## XIV secolo(4)
- 1350 - Bonincontro di Giovanni d'Andrea, giurista italiano
- 1352 - Guidoriccio da Fogliano, militare italiano (n. 1290)
- 1381 - Siemowit III di Masovia, nobile polacco
- 1397 - Filippo d'Artois, nobile francese (n. 1358)

## XV secolo(4)
- 1424 - Johannes Ambundii, arcivescovo cattolico tedesco (n. 1365)
- 1468 - Jean Le Fèvre de Saint-Remy, storico francese (n. 1395)
- 1487 - John de la Pole, I conte di Lincoln, conte (n. 1462)
- 1487 - Martin Schwartz, condottiero tedesco

## XVI secolo(3)
- 1501 - Domenico Bonsi, giurista italiano (n. 1430)
- 1509 - Simone Graziani, abate, giurista e umanista italiano (n. 1449)
- 1595 - Ferdinand zu Hardegg, militare e nobile austriaco (n. 1549)

## XVII secolo(7)
- 1613 - Jakob Christmann, astronomo e orientalista tedesco (n. 1554)
- 1620 - Carlo Saraceni, pittore italiano
- 1626 - Cristiano di Brunswick, condottiero e vescovo luterano tedesco (n. 1599)
- 1628 - Zdenek Adalbert von Lobkowicz, nobile e politico ceco (n. 1568)
- 1631 - Giovanni Antonio Molineri, pittore italiano (n. 1577)
- 1657 - Fortunio Liceti, medico, filosofo e scienziato italiano (n. 1577)
- 1671 - Sten'ka Razin, militare e rivoluzionario russo (n. 1630)

## XVIII secolo(21)
- 1705 - Adriaen van der Cabel, pittore, incisore e disegnatore olandese
- 1707 - Maria d'Orléans-Longueville, principessa e duchessa francese (n. 1625)
- 1711 - Amalia di Curlandia, nobile (n. 1653)
- 1719 - Federico Guglielmo I di Schleswig-Holstein-Sonderburg-Beck, nobile e militare tedesco (n. 1682)
- 1722 - John Churchill, I duca di Marlborough, generale e politico britannico (n. 1650)
- 1722 - Marc'Antonio Zondadari, militare italiano (n. 1658)
- 1731 - Scipione Giuseppe Castelbarco, diplomatico italiano (n. 1665)
- 1742 - Luisa Elisabetta di Borbone-Orléans, sovrana spagnola (n. 1709)
- 1743 - Luisa Francesca di Borbone, nobile francese (n. 1673)
- 1743 - Caterina Vizzani, italiana (n. 1719)
- 1748 - Gian Filippo d'Orléans, nobile francese (n. 1702)
- 1752 - Joseph Butler, filosofo e teologo inglese (n. 1692)
- 1752 - José Ribeiro da Fonseca, vescovo cattolico portoghese (n. 1690)
- 1762 - Anne Egerton, nobildonna inglese (n. 1706)
- 1771 - Luigi di Borbone-Condé, abate francese (n. 1709)
- 1772 - Marc-Joseph Marion du Fresne, esploratore e navigatore francese (n. 1724)
- 1772 - Andrea Sciortino, missionario italiano (n. 1705)
- 1777 - Jean-Baptiste-Louis Gresset, poeta e drammaturgo francese (n. 1709)
- 1779 - Francis Bernard, dirigente pubblico britannico (n. 1712)
- 1781 - Ekaterina Nikolaevna Orlova, nobildonna russa (n. 1758)
- 1796 - Carlo di Sassonia, nobile (n. 1733)

## XIX secolo(60)
- 1803 - François-Jean Willemain d'Abancourt, poeta, scrittore e drammaturgo francese (n. 1745)
- 1804 - Johann Adam Hiller, compositore tedesco (n. 1728)
- 1810 - Andrew Robinson Stoney, ufficiale irlandese (n. 1747)
- 1812 - Franz Pforr, pittore tedesco (n. 1788)
- 1813 - Joseph Richter, scrittore e poeta austriaco (n. 1749)
- 1815 - Federico Guglielmo di Brunswick, principe e generale prussiano (n. 1771)
- 1818 - Vincenzo Brunacci, matematico italiano (n. 1768)
- 1818 - Ferdinand von Wintzingerode, militare tedesco (n. 1770)
- 1820 - Charles Spencer, nobile e politico inglese (n. 1740)
- 1829 - Pierre-Paul Colonna de Cesari Rocca, politico e generale francese (n. 1748)
- 1831 - Rocco Bovi, scienziato italiano (n. 1743)
- 1831 - Joseph Ignaz Schnabel, compositore tedesco (n. 1767)
- 1835 - Caroline Villiers, nobile britannica (n. 1774)
- 1837 - Valentino Fioravanti, compositore italiano (n. 1764)
- 1840 - Joseph Kreutzer, violinista e compositore tedesco (n. 1790)
- 1841 - Hugh Fortescue, I conte di Fortescue, nobile inglese (n. 1753)
- 1843 - William Cathcart, I conte Cathcart, generale e diplomatico britannico (n. 1755)
- 1846 - Antonio Adamini, architetto svizzero (n. 1792)
- 1847 - Benedetto Bordiga, incisore e cartografo italiano (n. 1766)
- 1848 - Luigi II d'Assia, sovrano tedesco (n. 1777)
- 1849 - Wilhelm Martin Leberecht de Wette, teologo e biblista tedesco (n. 1780)
- 1852 - Carlo Marin, funzionario e poeta italiano (n. 1773)
- 1853 - Pietro Antonio Garibaldi, arcivescovo cattolico e diplomatico italiano (n. 1797)
- 1858 - John Snow, medico e epidemiologo britannico (n. 1813)
- 1860 - Alfonso Testa, filosofo e politico italiano (n. 1784)
- 1861 - Alamanno Biagi, direttore d'orchestra italiano (n. 1806)
- 1863 - Ludwig Förster, architetto austriaco (n. 1797)
- 1864 - Ignazio Antonio I Samheri, patriarca cattolico ottomano (n. 1801)
- 1866 - James St Clair-Erskine, III conte di Rosslyn, generale e politico scozzese (n. 1802)
- 1867 - Giuseppe Basile, medico e patriota italiano (n. 1830)
- 1869 - Edward Stanley, II barone di Alderley, nobile e politico inglese (n. 1802)
- 1869 - Charles Sturt, esploratore britannico (n. 1795)
- 1869 - Bronisław Trentowski, filosofo e slavista polacco (n. 1808)
- 1871 - Ján Kalinčiak, scrittore e poeta slovacco (n. 1822)
- 1872 - William Henry Sykes, militare, politico e ornitologo inglese (n. 1790)
- 1873 - Eugène Flachat, ingegnere francese (n. 1802)
- 1873 - Moritz Heinrich Romberg, medico e neurologo tedesco (n. 1795)
- 1873 - Ignatius Josephus van Regemorter, pittore fiammingo (n. 1785)
- 1875 - Evangelista Andreoli, pianista e organista italiano (n. 1810)
- 1876 - Tito Cadolini, patriota e generale italiano (n. 1805)
- 1877 - Giuseppe Stara, magistrato e politico italiano (n. 1795)
- 1878 - Kikuchi Yōsai, pittore giapponese (n. 1781)
- 1878 - Crawford Long, medico e farmacista statunitense (n. 1815)
- 1879 - Giuseppe Pilla, avvocato e patriota italiano (n. 1822)
- 1883 - Emilio Cipriani, medico e politico italiano (n. 1814)
- 1884 - Thora Hallager, fotografa danese (n. 1821)
- 1885 - Napoleone Meuron, politico italiano (n. 1807)
- 1887 - José Rufino Echenique, politico peruviano (n. 1808)
- 1888 - Maria Theresia Scherer, religiosa svizzera (n. 1825)
- 1889 - Gaetano Cacciatore, astronomo italiano (n. 1814)
- 1889 - Aimé Levet, avvocato e politico francese (n. 1806)
- 1890 - Hector von Holzhausen, generale austriaco (n. 1812)
- 1891 - Giovan Battista Filippo Basile, architetto italiano (n. 1825)
- 1893 - Heinrich Wenzel, indologo tedesco (n. 1855)
- 1894 - Gabriello Lancelotto Castelli di Torremuzza, imprenditore e politico italiano (n. 1809)
- 1895 - Alfred van der Smissen, generale belga (n. 1823)
- 1898 - James Nicholas Douglass, ingegnere britannico (n. 1826)
- 1899 - Johann Nepomuk Schnabl, micologo tedesco (n. 1853)
- 1899 - Guillaume-Marie-Romain Sourrieu, cardinale e arcivescovo cattolico francese (n. 1825)
- 1900 - Francesco d'Orléans, nobile, militare e politico francese (n. 1818)

## XX secolo(232)
- 1901 - Herman Grimm, scrittore e storico dell'arte tedesco (n. 1828)
- 1901 - Shah Jahan di Bhopal, principessa indiana (n. 1838)
- 1902 - Ernst Schröder, matematico tedesco (n. 1841)
- 1904 - Aurora Pavlovna Demidova, nobildonna russa (n. 1873)
- 1904 - Vito La Mantia, giurista italiano (n. 1822)
- 1904 - Eugen Schauman, attivista finlandese (n. 1875)
- 1905 - Nathaniel Meyer von Rothschild, collezionista d'arte e filantropo austriaco (n. 1836)
- 1906 - Johann Gottfried Steffan, pittore svizzero (n. 1815)
- 1910 - Henry Hammond, calciatore inglese (n. 1866)
- 1911 - Paolo Funaioli, psichiatra italiano (n. 1848)
- 1911 - Edward Shippen, ammiraglio e scrittore statunitense (n. 1826)
- 1912 - Thomas Pollock Anshutz, pittore statunitense (n. 1851)
- 1913 - Frederikke Federspiel, fotografa danese (n. 1839)
- 1914 - Ferdinand Adolf Kehrer, ginecologo tedesco (n. 1837)
- 1915 - Romeo Battistig, patriota italiano (n. 1866)
- 1915 - Elmer Booth, attore statunitense (n. 1882)
- 1915 - Alberto Picco di Ulrico, militare e calciatore italiano (n. 1894)
- 1915 - Valerio Vallero, militare italiano (n. 1893)
- 1916 - Victor Delbos, filosofo e storico della filosofia francese (n. 1862)
- 1916 - Giovanni Grion, militare e patriota italiano (n. 1890)
- 1916 - Giuseppe Rusca, militare italiano (n. 1892)
- 1918 - Tito Acerbo, militare italiano (n. 1890)
- 1918 - Federico Capone, imprenditore, scienziato e politico italiano (n. 1849)
- 1918 - Attilio Deffenu, giornalista italiano (n. 1890)
- 1918 - Eligio Porcu, militare italiano (n. 1894)
- 1919 - Giovanni Prelli, generale italiano (n. 1851)
- 1920 - Piero Torrigiani, politico italiano (n. 1846)
- 1920 - İbrahim ağa Usubov, generale azero (n. 1872)
- 1921 - Vincenzo Giuseppe De Prisco, politico e archeologo italiano (n. 1855)
- 1921 - Enrico Lionne, pittore e disegnatore italiano (n. 1865)
- 1923 - Evelyn Nelson, attrice statunitense (n. 1899)
- 1924 - Richard Lyon-Dalberg-Acton, II barone Acton, diplomatico inglese (n. 1870)
- 1925 - Giulio Buzenac, direttore d'orchestra italiano (n. 1858)
- 1926 - Aurelio Padovani, militare, sindacalista e politico italiano (n. 1889)
- 1927 - José Juan de Jésus Herrera y Piña, arcivescovo cattolico messicano (n. 1865)
- 1927 - Harry Moger, calciatore inglese (n. 1879)
- 1928 - Jean-René Calloc'h, presbitero e missionario francese (n. 1875)
- 1928 - Giovanni Battista Marzi, inventore italiano (n. 1857)
- 1929 - Pietro Spica Marcataio, chimico italiano (n. 1854)
- 1929 - Oldfield Thomas, zoologo britannico (n. 1858)
- 1930 - Pietro Baccelli, avvocato e politico italiano (n. 1863)
- 1930 - Osbert Molyneux, VI conte di Sefton, politico irlandese (n. 1871)
- 1930 - Elmer Ambrose Sperry, inventore statunitense (n. 1860)
- 1930 - Ljubomir Stojanović, politico serbo (n. 1860)
- 1930 - Harvey Washington Wiley, chimico statunitense (n. 1844)
- 1931 - Eduard Spelterini, fotografo svizzero (n. 1852)
- 1931 - Ignaz Verdroß von Droßberg, generale austro-ungarico (n. 1851)
- 1932 - Frederik van Eeden, psichiatra e scrittore olandese (n. 1860)
- 1932 - Guillaume Rémy, violinista e insegnante belga (n. 1856)
- 1933 - Haim Arlozoroff, sindacalista, poeta e politico israeliano (n. 1899)
- 1933 - Giovanni Bordiga, matematico italiano (n. 1854)
- 1935 - Amedeo Amadei, compositore e direttore d'orchestra italiano (n. 1866)
- 1935 - Camillo Manfroni, storico e politico italiano (n. 1863)
- 1936 - Giulio Bartali, ciclista su strada italiano (n. 1916)
- 1936 - Lorenzo Mangiante, ginnasta italiano (n. 1891)
- 1937 - Vitale Giambone, partigiano italiano (n. 1894)
- 1937 - Mollie Kyle, nativa americana (n. 1886)
- 1937 - Aleksandr Grigor'evič Červjakov, rivoluzionario e politico azero (n. 1892)
- 1938 - Günther von Krosigk, ammiraglio tedesco (n. 1860)
- 1939 - Chick Webb, batterista statunitense (n. 1905)
- 1940 - Andrej Dmitrievič Archangel'skij, geologo russo (n. 1879)
- 1940 - Raffaele Bonanno, militare italiano (n. 1915)
- 1940 - Lorenzo D'Avanzo, militare italiano (n. 1890)
- 1940 - DuBose Heyward, scrittore e commediografo statunitense (n. 1885)
- 1940 - Antonio de Hoyos y Vinent, giornalista e scrittore spagnolo (n. 1885)
- 1940 - Vítězslava Kaprálová, compositrice e direttrice d'orchestra cecoslovacca (n. 1915)
- 1940 - Vincenzo Mangano, politico italiano (n. 1866)
- 1941 - Camillo Grossi, generale e politico italiano (n. 1876)
- 1941 - Michele Perriello, militare italiano (n. 1916)
- 1942 - Rudolf Besier, drammaturgo inglese (n. 1878)
- 1942 - Sante Dorigo, militare italiano (n. 1892)
- 1942 - Karel Pařík, architetto ceco (n. 1857)
- 1944 - Marc Bloch, storico, militare e partigiano francese (n. 1886)
- 1944 - Felice Coralli, generale e politico italiano (n. 1866)
- 1944 - Rudolf Heinz Ruffer, militare e aviatore tedesco (n. 1920)
- 1944 - George Stinney, statunitense (n. 1929)
- 1945 - Nikolaj Ėrastovič Berzarin, generale sovietico (n. 1904)
- 1945 - Arīs Velouchiōtīs, partigiano greco (n. 1905)
- 1946 - Luigi Martinelli, arcivescovo cattolico italiano (n. 1884)
- 1946 - Harald Wallin, velista svedese (n. 1887)
- 1947 - Jean Capart, egittologo belga (n. 1877)
- 1947 - Bronisław Huberman, violinista polacco (n. 1882)
- 1947 - Francesco Petronelli, arcivescovo cattolico italiano (n. 1880)
- 1948 - Marcel Brillouin, fisico e matematico francese (n. 1854)
- 1948 - Richard Depoorter, ciclista su strada belga (n. 1915)
- 1949 - Georg Fuchs, drammaturgo e regista teatrale tedesco (n. 1868)
- 1949 - Ivy Martinek, attrice francese (n. 1880)
- 1950 - Alfred Clark, regista statunitense (n. 1873)
- 1951 - Matteo Benussi, partigiano italiano (n. 1906)
- 1953 - Margaret Bondfield, politica britannica (n. 1873)
- 1953 - Mathias Feller, calciatore lussemburghese (n. 1904)
- 1953 - René Prioux, generale francese (n. 1879)
- 1954 - Jimmy McIntyre, calciatore e allenatore di calcio inglese (n. 1881)
- 1955 - Stanislaus Joyce, scrittore e docente irlandese (n. 1884)
- 1955 - Ozias Leduc, pittore canadese (n. 1864)
- 1956 - Arnaldo Fraccaroli, giornalista, scrittore e commediografo italiano (n. 1882)
- 1956 - Christian Gitsham, maratoneta sudafricano (n. 1888)
- 1957 - Pat Kennedy, arbitro di pallacanestro statunitense (n. 1908)
- 1957 - John A. Moroso, scrittore e sceneggiatore statunitense (n. 1874)
- 1957 - Mario Rubinato, calciatore italiano (n. 1897)
- 1958 - Pál Maléter, generale ungherese (n. 1917)
- 1958 - Imre Nagy, politico ungherese (n. 1896)
- 1958 - Nereu de Oliveira Ramos, avvocato e politico brasiliano (n. 1888)
- 1959 - George Reeves, attore statunitense (n. 1914)
- 1960 - Algisto Lorenzato, calciatore brasiliano (n. 1910)
- 1960 - Médico Asesino, wrestler e attore messicano (n. 1920)
- 1960 - Francis Parker Yockey, filosofo statunitense (n. 1917)
- 1961 - Pietro Zaglio, generale italiano (n. 1885)
- 1962 - Aleksej Innokent'evič Antonov, generale sovietico (n. 1896)
- 1962 - Giuliano Cassiani Ingoni, generale italiano (n. 1896)
- 1962 - Hans Kirk, scrittore danese (n. 1898)
- 1962 - Roberto Minervini, giornalista, drammaturgo e saggista italiano (n. 1900)
- 1962 - Jerry Winholtz, lottatore statunitense (n. 1874)
- 1963 - Richard Kohn, calciatore e allenatore di calcio austriaco (n. 1888)
- 1963 - John Whiting, attore, drammaturgo e sceneggiatore britannico (n. 1917)
- 1964 - Lidia Klement, cantante sovietica (n. 1937)
- 1964 - Hikmet Suleyman, politico iracheno (n. 1889)
- 1965 - Günther Haack, attore tedesco (n. 1929)
- 1966 - Georg Keppler, generale tedesco (n. 1894)
- 1966 - William Thomas Porter, arcivescovo cattolico e missionario britannico (n. 1887)
- 1967 - Reginald Denny, attore britannico (n. 1891)
- 1967 - Umberto Urbani, slavista e traduttore italiano (n. 1888)
- 1968 - Lando Civilini, fotografo e fotoreporter italiano (n. 1905)
- 1968 - Tommy Malone, cestista irlandese (n. 1918)
- 1969 - Harold Alexander, generale e politico britannico (n. 1891)
- 1969 - Marie Mayoux, sindacalista e attivista francese (n. 1878)
- 1969 - Umberto Urbano, baritono italiano (n. 1885)
- 1970 - Sydney Chapman, geofisico britannico (n. 1888)
- 1970 - Heino Eller, compositore e docente estone (n. 1887)
- 1970 - Lonnie Johnson, cantante e chitarrista statunitense (n. 1899)
- 1970 - Brian Piccolo, giocatore di football americano statunitense (n. 1943)
- 1970 - Hortense Powdermaker, antropologa statunitense (n. 1896)
- 1970 - Wayne Shanklin, compositore, musicista e produttore discografico statunitense (n. 1916)
- 1970 - Elsa Triolet, scrittrice e partigiana francese (n. 1896)
- 1971 - Domenico Coggiola, politico italiano (n. 1894)
- 1971 - Arcangelo Florena, politico italiano (n. 1892)
- 1971 - Italo Oxilia, antifascista italiano (n. 1887)
- 1971 - Ellaline Terriss, attrice inglese (n. 1872)
- 1972 - Elio Ruffo, regista italiano (n. 1921)
- 1973 - Franz Czernicky, allenatore di calcio e calciatore austriaco (n. 1902)
- 1973 - Alfred Ernout, filologo e latinista francese (n. 1879)
- 1974 - Mauritz Hugo, attore svedese (n. 1909)
- 1975 - Edward S. Aarons, scrittore statunitense (n. 1916)
- 1976 - Hector Pieterson, attivista sudafricano (n. 1963)
- 1977 - Wernher von Braun, ingegnere tedesco (n. 1912)
- 1977 - Hans Dahl, calciatore norvegese (n. 1900)
- 1978 - Felicia Montealegre, attrice statunitense (n. 1922)
- 1978 - Jackie Scott, calciatore nordirlandese (n. 1933)
- 1978 - Donald Stockton, lottatore canadese (n. 1904)
- 1979 - Ignatius Kutu Acheamphong, politico e generale ghanese (n. 1931)
- 1979 - Akwasi Afrifa, politico e generale ghanese (n. 1936)
- 1979 - Eldo Cavalleri, calciatore italiano (n. 1906)
- 1979 - Nicholas Ray, regista e sceneggiatore statunitense (n. 1911)
- 1980 - Benoît Faure, ciclista su strada e pistard francese (n. 1899)
- 1981 - Julius Ebbinghaus, filosofo tedesco (n. 1885)
- 1981 - László Gabányi, cestista ungherese (n. 1935)
- 1981 - John Shively Knight, giornalista e imprenditore statunitense (n. 1894)
- 1981 - Julio Quintana, calciatore e allenatore di calcio peruviano (n. 1904)
- 1982 - Luigi Di Barca, militare italiano (n. 1957)
- 1982 - Giuseppe Di Lavore, italiano (n. 1955)
- 1982 - Alfio Ferlito, mafioso italiano (n. 1946)
- 1982 - Silvano Franzolin, militare italiano (n. 1941)
- 1982 - Georg Leibbrandt, diplomatico tedesco (n. 1899)
- 1982 - Václav Mottl, canoista cecoslovacco (n. 1914)
- 1982 - Ernesta Oltremonti, pittrice italiana (n. 1899)
- 1982 - Salvatore Raiti, militare italiano (n. 1962)
- 1982 - Eraldo Vedda, dirigente sportivo e arbitro di calcio italiano (n. 1898)
- 1982 - Gwen Wakeling, costumista statunitense (n. 1901)
- 1983 - Alexander Donat, editore polacco (n. 1905)
- 1983 - Jean Majerus, ciclista su strada lussemburghese (n. 1914)
- 1983 - Giovanni Piubello, scrittore italiano (n. 1921)
- 1983 - Luigi Strobbe, calciatore italiano (n. 1911)
- 1984 - Piero Andreoli, calciatore e allenatore di calcio italiano (n. 1911)
- 1984 - Aleksandr Tarasov, pentatleta sovietico (n. 1927)
- 1985 - Yoʻldosh Aʼzamov, attore, regista e drammaturgo sovietico (n. 1909)
- 1985 - Aleksandr Isaakovič Kitajgorodskij, fisico sovietico (n. 1914)
- 1986 - Danny Clapton, calciatore inglese (n. 1934)
- 1986 - Maurice Duruflé, compositore e organista francese (n. 1902)
- 1986 - Joginder Sen, principe, politico e diplomatico indiano (n. 1904)
- 1986 - Diana Manners, nobildonna e attrice inglese (n. 1892)
- 1987 - June Knight, attrice e ballerina statunitense (n. 1913)
- 1987 - John Mikaelsson, marciatore svedese (n. 1913)
- 1987 - Kōji Tsuruta, attore e cantante giapponese (n. 1924)
- 1988 - Andrea Pazienza, fumettista, disegnatore e pittore italiano (n. 1956)
- 1988 - Johann Schädler, slittinista liechtensteinese (n. 1939)
- 1989 - Antonio Corsano, storico della filosofia italiano (n. 1899)
- 1989 - Helga Haase, pattinatrice di velocità su ghiaccio tedesca (n. 1934)
- 1989 - Arthur Häggblad, fondista svedese (n. 1908)
- 1989 - Mino Maccari, scrittore, pittore e incisore italiano (n. 1898)
- 1989 - Teresa Tirelli, conduttrice radiofonica statunitense (n. 1907)
- 1989 - Willy Otto Zielke, fotografo, regista e produttore cinematografico tedesco (n. 1902)
- 1990 - Thomas George Cowling, astronomo inglese (n. 1906)
- 1990 - Ángel Lozano, cestista spagnolo (n. 1922)
- 1990 - Feliciano Monti, allenatore di calcio e calciatore italiano (n. 1902)
- 1990 - Mimì Quilici Buzzacchi, pittrice italiana (n. 1903)
- 1990 - Eva Turner, soprano britannico (n. 1892)
- 1991 - Luigi Casalino, calciatore italiano (n. 1911)
- 1992 - Pietro Miglio, calciatore italiano (n. 1910)
- 1993 - Aldo Bini, ciclista su strada italiano (n. 1915)
- 1993 - Arad McCutchan, allenatore di pallacanestro statunitense (n. 1912)
- 1993 - Luigi Rosiello, linguista italiano (n. 1930)
- 1994 - George Raphaël Béthenod, pilota automobilistico francese (n. 1910)
- 1994 - Antonio Bonadies, politico e medico italiano (n. 1899)
- 1994 - Bernard Moitessier, navigatore e scrittore francese (n. 1925)
- 1994 - Kristen Pfaff, bassista statunitense (n. 1967)
- 1994 - Eileen Way, attrice inglese (n. 1911)
- 1995 - Bob Cope, cestista statunitense (n. 1911)
- 1995 - Tore Edman, saltatore con gli sci svedese (n. 1904)
- 1996 - Placido Cicala, ingegnere italiano (n. 1910)
- 1996 - Giuseppe D'Urso, ingegnere italiano (n. 1935)
- 1996 - Philippa Hilber, attrice e ballerina statunitense (n. 1918)
- 1996 - Gian Paolo Niccolini, pittore e scultore italiano (n. 1925)
- 1996 - Adriano Vignoli, ciclista su strada italiano (n. 1907)
- 1996 - Enrico Zoffoli, presbitero e teologo italiano (n. 1915)
- 1997 - Ferruccio Benzoni, poeta italiano (n. 1949)
- 1997 - Luigi Marchesi, militare italiano (n. 1910)
- 1997 - Tom Søndergaard, calciatore danese (n. 1944)
- 1998 - Roberto Cañedo, attore messicano (n. 1918)
- 1998 - Serafim Cholodkov, allenatore di calcio e calciatore sovietico (n. 1920)
- 1998 - Bryce Heffley, cestista statunitense (n. 1929)
- 1998 - Carmine Iacovazzo, calciatore italiano (n. 1920)
- 1998 - Fred Wacker, pilota automobilistico statunitense (n. 1918)
- 1999 - José Morales Berriguete, calciatore spagnolo (n. 1915)
- 1999 - Lawrence Stone, storico britannico (n. 1919)
- 1999 - Screaming Lord Sutch, musicista e politico britannico (n. 1940)
- 1999 - Marshall Wayne, tuffatore statunitense (n. 1912)
- 2000 - Roby Crispiano, cantautore italiano (n. 1938)
- 2000 - Giovanni Faccenda, calciatore italiano (n. 1907)
- 2000 - Valentino Gerratana, filosofo italiano (n. 1919)
- 2000 - Imperatrice Kōjun, nobile giapponese (n. 1903)
- 2000 - Tranquillo Scudellaro, ciclista su strada italiano (n. 1930)
- 2000 - Mike Silliman, cestista statunitense (n. 1944)

## XXI secolo(139)
- 2001 - Angelo Accatino, calciatore italiano (n. 1907)
- 2001 - Joe Darion, paroliere statunitense (n. 1917)
- 2001 - Alessandro Faedo, matematico e politico italiano (n. 1913)
- 2001 - Marta Hillers, giornalista tedesca (n. 1911)
- 2001 - Marina Poggi D'Angelo, pittrice italiana (n. 1910)
- 2001 - Arthur Wheeler, pilota motociclistico britannico (n. 1916)
- 2002 - Giuseppe Calabrò, politico e avvocato italiano (n. 1916)
- 2002 - Evaristo Malavasi, calciatore e allenatore di calcio italiano (n. 1922)
- 2003 - Enrico Baj, pittore, scultore e saggista italiano (n. 1924)
- 2003 - Miguel Ángel Bordón, calciatore argentino (n. 1952)
- 2003 - Bernardo Malacrida, regista italiano (n. 1925)
- 2003 - Peter Redgrove, scrittore britannico (n. 1932)
- 2003 - Matteo Rinaldi, calciatore italiano (n. 1935)
- 2003 - Carlos Rivas, attore statunitense (n. 1925)
- 2003 - René Walschot, ciclista su strada belga (n. 1916)
- 2003 - Georg Henrik von Wright, filosofo finlandese (n. 1916)
- 2004 - Thanom Kittikachorn, generale e politico thailandese (n. 1911)
- 2005 - Billy Bauer, chitarrista statunitense (n. 1915)
- 2005 - Eunies Futch, cestista statunitense (n. 1928)
- 2005 - Henghel Gualdi, clarinettista, sassofonista e compositore italiano (n. 1924)
- 2005 - Anto Jerković, pittore croato (n. 1958)
- 2005 - Alex McAvoy, attore scozzese (n. 1928)
- 2005 - Kenzō Okuzaki, militare, scrittore e attore giapponese (n. 1920)
- 2005 - Ross Stretton, ballerino e direttore artistico australiano (n. 1952)
- 2006 - Arthur Franz, attore statunitense (n. 1920)
- 2007 - Muhammad Fazel Lankarani, religioso iraniano (n. 1931)
- 2007 - Maria Vittoria Malvano, traduttrice italiana (n. 1918)
- 2007 - Washington Poyet, cestista uruguaiano (n. 1939)
- 2007 - Thommie Walsh, ballerino, coreografo e regista statunitense (n. 1950)
- 2008 - Tom Compernolle, mezzofondista belga (n. 1975)
- 2008 - Henri Labussière, attore e doppiatore francese (n. 1921)
- 2008 - Gene Ollrich, cestista statunitense (n. 1922)
- 2008 - René Paul, schermidore britannico (n. 1921)
- 2008 - Mario Rigoni Stern, militare e scrittore italiano (n. 1921)
- 2008 - Ingvar Svahn, calciatore svedese (n. 1938)
- 2009 - Peter Arundell, pilota automobilistico inglese (n. 1933)
- 2009 - Massimo Caprara, politico e giornalista italiano (n. 1922)
- 2009 - Charles Kunz, calciatore svizzero (n. 1928)
- 2009 - Charlie Mariano, sassofonista statunitense (n. 1923)
- 2009 - Goffredo Unger, attore italiano (n. 1933)
- 2010 - Marc Bazin, politico haitiano (n. 1932)
- 2010 - Bill Dixon, musicista, compositore e educatore statunitense (n. 1925)
- 2010 - Maureen Forrester, contralto canadese (n. 1930)
- 2010 - Amedeo Guillet, militare e diplomatico italiano (n. 1909)
- 2010 - Claudio Marabini, scrittore, giornalista e critico letterario italiano (n. 1930)
- 2010 - Ronald Neame, regista, sceneggiatore e direttore della fotografia inglese (n. 1911)
- 2010 - Corso Salani, regista, sceneggiatore e attore italiano (n. 1961)
- 2010 - Garry Shider, chitarrista statunitense (n. 1953)
- 2010 - Antonio de la Hoz, calciatore e allenatore di calcio colombiano (n. 1920)
- 2011 - Wild Man Fischer, cantante e compositore statunitense (n. 1944)
- 2011 - Pavel Stolbov, ginnasta sovietico (n. 1929)
- 2012 - Giuseppe Bertolucci, regista e sceneggiatore italiano (n. 1947)
- 2012 - Nils Karlsson, fondista svedese (n. 1917)
- 2012 - René Pavard, ciclista su strada francese (n. 1934)
- 2012 - Paolo Petti, scenografo e artista italiano (n. 1937)
- 2012 - Thierry Roland, telecronista sportivo e conduttore televisivo francese (n. 1937)
- 2012 - Jiří Siegel, cestista e architetto cecoslovacco (n. 1927)
- 2012 - Susan Tyrrell, attrice statunitense (n. 1945)
- 2012 - Nāyef bin ʿAbd al-ʿAzīz Āl Saʿūd, principe e politico saudita (n. 1934)
- 2013 - Antonio Albanese, schermidore italiano (n. 1937)
- 2013 - Hans Hass, zoologo, oceanografo e fotografo austriaco (n. 1919)
- 2013 - Josip Kuže, allenatore di calcio e calciatore jugoslavo (n. 1952)
- 2013 - Pier Luigi Meciani, allenatore di calcio, dirigente sportivo e calciatore italiano (n. 1941)
- 2013 - Maurice Nadeau, scrittore, saggista e insegnante francese (n. 1911)
- 2013 - Ottmar Walter, calciatore tedesco (n. 1924)
- 2014 - Plácido Bilbao, calciatore spagnolo (n. 1940)
- 2014 - Isabel de Madariaga, storica britannica (n. 1919)
- 2014 - Tony Gwynn, giocatore di baseball statunitense (n. 1960)
- 2014 - Maria Perosino, scrittrice e storica dell'arte italiana (n. 1961)
- 2014 - Mario Stancati, politico italiano
- 2014 - Heinz Zemanek, informatico austriaco (n. 1920)
- 2015 - Charles Correa, architetto, urbanista e attivista indiano (n. 1930)
- 2015 - Greg Parks, hockeista su ghiaccio canadese (n. 1967)
- 2015 - Jean Vautrin, scrittore, regista e sceneggiatore francese (n. 1933)
- 2016 - Maurice Blin, politico francese (n. 1922)
- 2016 - Jo Cox, politica britannica (n. 1974)
- 2016 - Hans Lipschis, militare tedesco (n. 1919)
- 2016 - Luděk Macela, allenatore di calcio e calciatore cecoslovacco (n. 1950)
- 2016 - Charles Thompson, pianista, organista e arrangiatore statunitense (n. 1918)
- 2017 - Alan D. Altieri, scrittore, traduttore e sceneggiatore italiano (n. 1952)
- 2017 - John G. Avildsen, regista, montatore e direttore della fotografia statunitense (n. 1935)
- 2017 - Régis Boyer, storico delle religioni e linguista francese (n. 1932)
- 2017 - Christian Cabrol, cardiologo e politico francese (n. 1925)
- 2017 - Stephen Furst, attore e regista statunitense (n. 1954)
- 2017 - Jim French, fotografo statunitense (n. 1932)
- 2017 - Luciano Frosini, ciclista su strada italiano (n. 1927)
- 2017 - Edzai Kasinauyo, calciatore zimbabwese (n. 1975)
- 2017 - Helmut Kohl, politico e storico tedesco (n. 1930)
- 2017 - Vasco Mariz, storico, musicologo e diplomatico brasiliano (n. 1921)
- 2017 - Lee Maynard, scrittore e giornalista statunitense (n. 1936)
- 2017 - Maurice Mességué, scrittore francese (n. 1921)
- 2018 - Clara Auteri, attrice italiana (n. 1918)
- 2018 - Antonio Giuliano, archeologo italiano (n. 1930)
- 2018 - Josef Kates, ingegnere austriaco (n. 1921)
- 2018 - Lowery Kirk, cestista statunitense (n. 1938)
- 2018 - Guido Martufi, attore italiano (n. 1940)
- 2018 - Don Ritchie, ultramaratoneta britannico (n. 1944)
- 2018 - Álvaro Rodríguez Ros, calciatore e allenatore di calcio spagnolo (n. 1936)
- 2018 - Gennadij Nikolaevič Roždestvenskij, direttore d'orchestra e compositore russo (n. 1931)
- 2019 - Kelly Coleman, cestista statunitense (n. 1938)
- 2019 - Wolfgang Danne, pattinatore artistico su ghiaccio tedesco (n. 1941)
- 2019 - Erzsébet Gulyás-Köteles, ginnasta ungherese (n. 1924)
- 2019 - Tonny Lindberg, cantante e chitarrista svedese (n. 1944)
- 2019 - Simona Mafai, politica italiana (n. 1928)
- 2019 - Suzan Pitt, regista e artista statunitense (n. 1943)
- 2019 - Salvatore Senese, magistrato e politico italiano (n. 1935)
- 2019 - Francine Shapiro, psicologa statunitense (n. 1948)
- 2020 - John Benfield, attore britannico (n. 1951)
- 2020 - Valerio Breda, vescovo cattolico e missionario italiano (n. 1945)
- 2020 - Eduardo Cojuangco Jr., imprenditore e politico filippino (n. 1935)
- 2020 - Edén Pastora, politico e guerrigliero nicaraguense (n. 1937)
- 2020 - Georgij Rjabov, calciatore sovietico (n. 1938)
- 2020 - Michel Salomon, giornalista francese (n. 1927)
- 2020 - Eusebio Vélez, ciclista su strada e dirigente sportivo spagnolo (n. 1935)
- 2020 - Charles Webb, scrittore statunitense (n. 1939)
- 2021 - Michele Megale, politico italiano (n. 1930)
- 2021 - Allen Midgette, pittore e attore statunitense (n. 1939)
- 2021 - Tarcisio Pillolla, vescovo cattolico italiano (n. 1930)
- 2021 - Dieter Schlüter, ingegnere e imprenditore tedesco (n. 1931)
- 2022 - Maria Lúcia Dahl, attrice brasiliana (n. 1941)
- 2022 - José Pablo García Castany, calciatore spagnolo (n. 1948)
- 2022 - Antonio Montero Moreno, arcivescovo cattolico spagnolo (n. 1928)
- 2022 - Mike Pratt, cestista e allenatore di pallacanestro statunitense (n. 1948)
- 2022 - Tim Sale, fumettista statunitense (n. 1956)
- 2022 - Vittorio Sega, politico italiano (n. 1935)
- 2022 - Rino Vernizzi, fagottista italiano (n. 1946)
- 2023 - Bob Brown, giocatore di football americano statunitense (n. 1941)
- 2023 - Daniel Ellsberg, economista e attivista statunitense (n. 1931)
- 2023 - Ben Helfgott, sollevatore e attivista britannico (n. 1929)
- 2023 - Gino Mäder, ciclista su strada e pistard svizzero (n. 1997)
- 2023 - Pippo Patruno, artista e docente italiano (n. 1955)
- 2023 - Alfredo Rojas, calciatore argentino (n. 1937)
- 2023 - Paxton Whitehead, attore britannico (n. 1937)
- 2024 - Paul Chemetov, architetto e urbanista francese (n. 1928)
- 2024 - Elena Ivanovici, cestista rumena (n. 1937)
- 2024 - Bob Schul, mezzofondista statunitense (n. 1937)
- 2024 - Donna Theodore, attrice statunitense (n. 1941)
- 2025 - Hiroaki Tono, goista giapponese (n. 1939)
- 2025 - Manuel Zarzo, attore spagnolo (n. 1932)